# Gare de Genève-Cornavin
Pour les articles homonymes, voir Gare de Genève.
La gare de Genève-Cornavin, communément appelée gare de Cornavin, est une gare internationale et la principale gare ferroviaire de la république et canton de Genève, avant celles de Genève-Aéroport, de Genève-Eaux-Vives, de Genève-Sécheron et de Lancy-Pont-Rouge.
Troisième gare de Suisse, Cornavin voit passer environ 156 000 passagers et 720 trains par jour ouvré.
La gare de Genève-Cornavin est le passage ou le terminus de nombreux trains suisses des CFF, mais aussi de trains français de la SNCF avec les TGV et les TER Auvergne-Rhône-Alpes. Elle est la plaque tournante du Léman Express, le réseau express régional (RER) transfrontalier.

## Situation ferroviaire
Établie à 385 mètres d'altitude, la gare de Genève est située au point kilométrique (PK) 60,26 de la ligne Lausanne – Genève, entre les gares de Genève-Aéroport et de Genève-Sécheron. Elle se trouve également au PK 167,600 de la ligne de Châtelaine (bif) à la frontière vers Bellegarde, prolongée en France par la ligne de Lyon-Perrache à Genève (frontière), dont elle constitue le terminus se situant après la gare ouverte de Vernier.
Depuis 2019, elle est la tête de ligne du CEVA, liaison ferroviaire avec la gare d'Annemasse.

## Historique

### Histoire de la gare

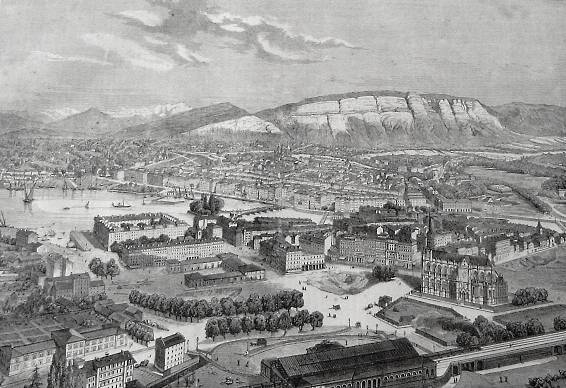
La ville de Genève de 1860, avec, au premier plan, la gare Cornavin.

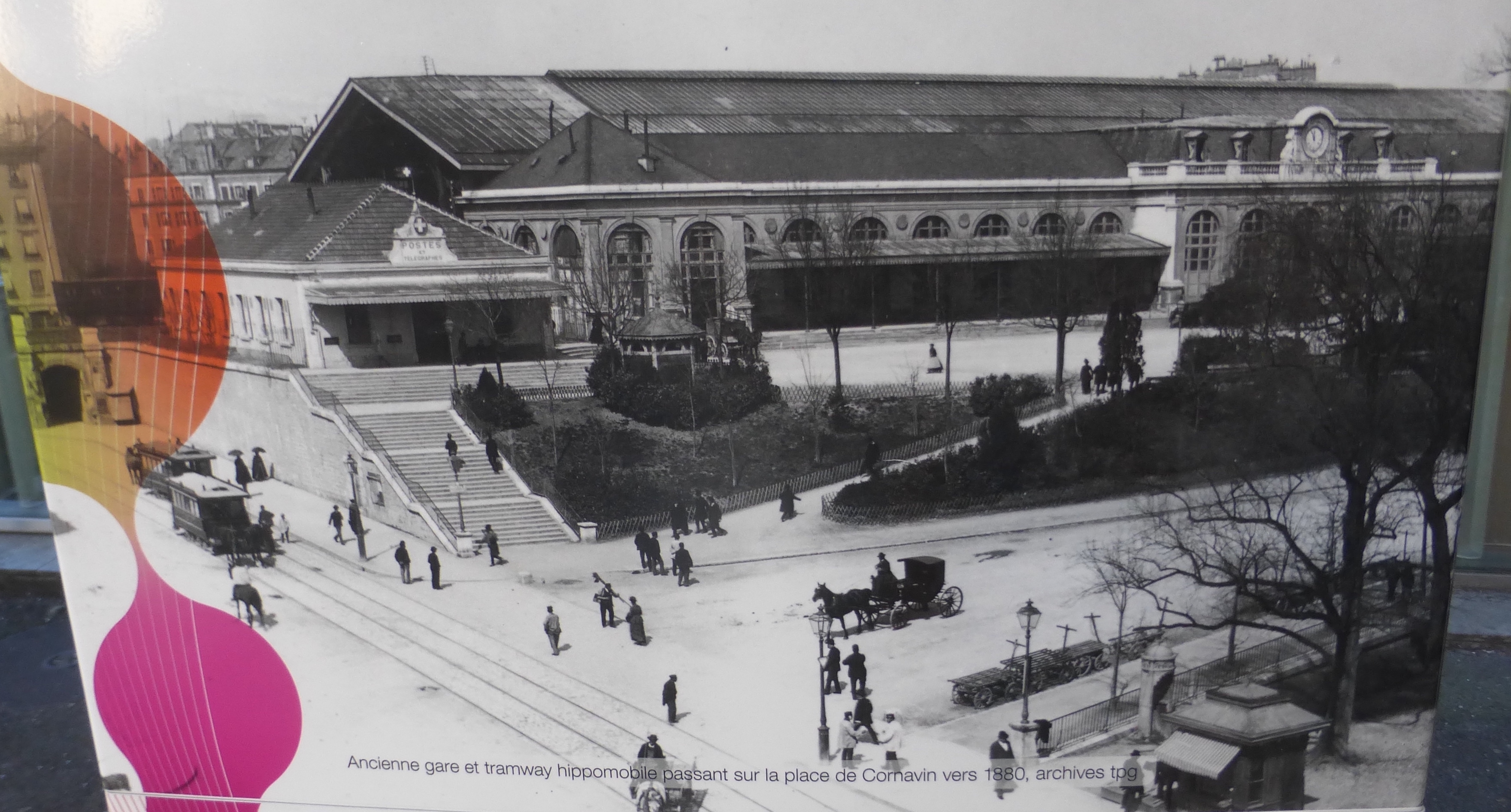
Vers 1880 en Suisse.

Le nom de la rue, de la place et de la gare, « Cornavin », serait très ancien et « se rapporte peut-être aux vignes épiscopales qui couvraient encore, au commencement du XVe siècle, tout l'emplacement situé entre ladite rue et le lac ». Le nom Cornavin a aussi été utilisé pour désigner différents éléments du quartier et de l'époque, comme la porte de Cornavin, le bastion de Cornavin, le nant de Cornavin. Puis quand tout cela disparaît au XIXe siècle, cela devient la place de Cornavin et enfin la gare de Cornavin.   
Le choix de l'emplacement de la gare principale de Genève est fait dans la seconde moitié du XIXe siècle par François Bartholoni, lorsqu'il crée la ligne de chemin de fer reliant Genève à Lyon. Après avoir envisagé les sites de la place Bel-Air, de l'Île et de la Coulouvrenière, c'est finalement le site de Cornavin qui est choisi afin de ne pas couper la ville en deux et d'épargner aux riverains les importantes nuisances dues à la vapeur et au bruit.
Elle est inaugurée à l'occasion de trois jours de fête entre les 16 et 18 mars 1858. D'abord privée puisque propriété du PLM jusqu'en 1912, elle est agrandie en 1873 puis 1893 à l'occasion de l'exposition nationale suisse, gare et expo étant inaugurées par le Genevois Adrien Lachenal, alors président de la Confédération et membre du conseil d'administration des CFF. Elle prend feu le 11 février 1909 au soir en raison de la surchauffe d'un poêle dans la consigne des bagages à main : l'incendie attisé par la bise n'est détecté qu'à 3 h 15 et ravage presque entièrement le bâtiment dont il ne reste que les murs en pierre. Les CFF rachètent le bâtiment restauré.
À la suite de la décision de la Société des Nations, prise le 28 avril 1919, de s'installer à Genève, la ville se lance dans de grands travaux. Dans ce contexte, la gare de Cornavin est complètement reconstruite sur les plans de l'architecte Julien Flegenheimer avec des sculptures au fronton de Jacques Probst. Le nouveau hall central est inauguré le 25 juin 1929 avant que l'ensemble ne soit achevé en 1931. Les gravats provenant de l'ancien bâtiment seront utilisés comme remblai sur le lac Léman pour créer Genève-Plage sur la rive opposée.
En 1972, la gare de Genève-Cornavin fut le cadre principal des journées ferroviaires de Genève, avec des rencontres, une grande exposition de matériels ferroviaires de la SNCF et des CFF, et des navettes de démonstrations dont la circulation exceptionnelle d'un turbotrain ETG de la SNCF identique à ceux qui circuleront entre Genève et Valence via Grenoble dès le 6 mai 1975. De 1977 à 1984, la gare est le terminus du train rapide baptisé Jean-Jacques Rousseau, qui assure la relation Paris-Gare-de-Lyon – Genève-Cornavin.
Entre 1983 et 1984, la gare est agrandie avec la réalisation du quai 4 pour les trains français (avec donc le déplacement de la douane), le quai 3 existant étant réutilisé pour les trains suisses en vue de la création de la gare de Genève-Aéroport, ouverte en 1987.
Propriétaires du bâtiment, les CFF adaptent progressivement la gare au début des années 2000 pour l'intégrer au concept de RailCity qui transforme les grandes gares de Suisse en « centres de services modernes et attractifs ». De fait, le bâtiment et la galerie marchande en sous-sol abritent plus de 50 commerces de proximité ouverts tard le soir ainsi que plusieurs bars ou restaurants et un poste de police.
En 2004, l'aile ouest de la gare est rénovée à l'occasion de l'installation des locaux du journal Le Temps et de la transformation de l'ancien buffet. L'inauguration de RailCity Genève a eu lieu le 5 juin 2004. Mais la nécessité de rénover l'ensemble du bâtiment se fait de plus en plus sentir au cours des années. Après avoir fait l'objet d'un concours, les CFF ont présenté le projet de rénovation de la gare en décembre 2008.
Les travaux ont débuté le 18 janvier 2010 et devaient se terminer en 2013. Ils devaient coûter 90 millions de francs suisses aux CFF, mais ils en auront coûté finalement 110 millions
L'aile ouest, incluant l'accès direct à la station des lignes 14 et 18 du tramway, est inaugurée en août 2011. Les travaux de rénovation de l'allée centrale de la gare sont achevés le 25 avril 2014 et la nouvelle gare est inaugurée le 18 septembre 2014.

La gare de Cornavin, après rénovation
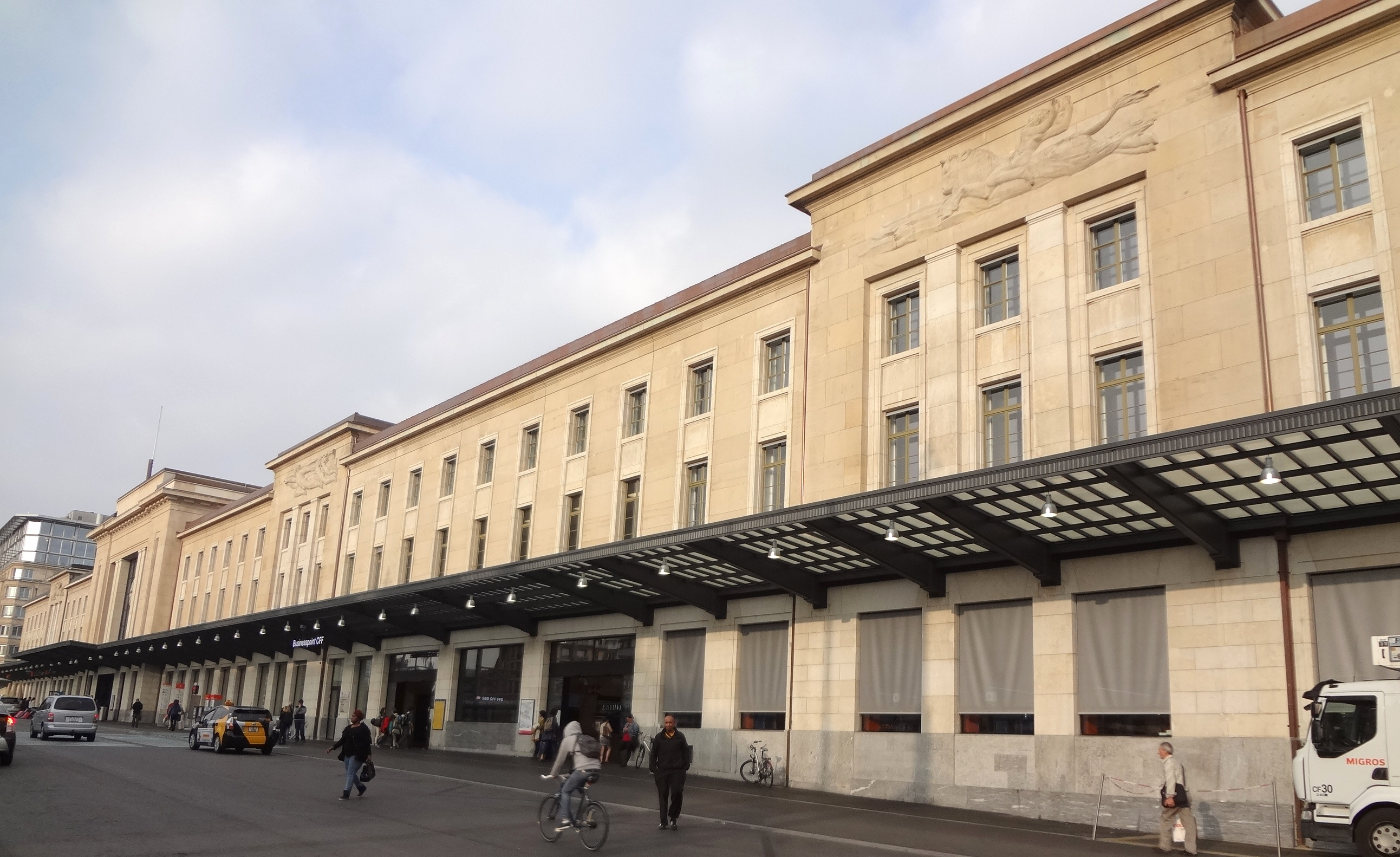
Façade donnant sur la place de Cornavin.
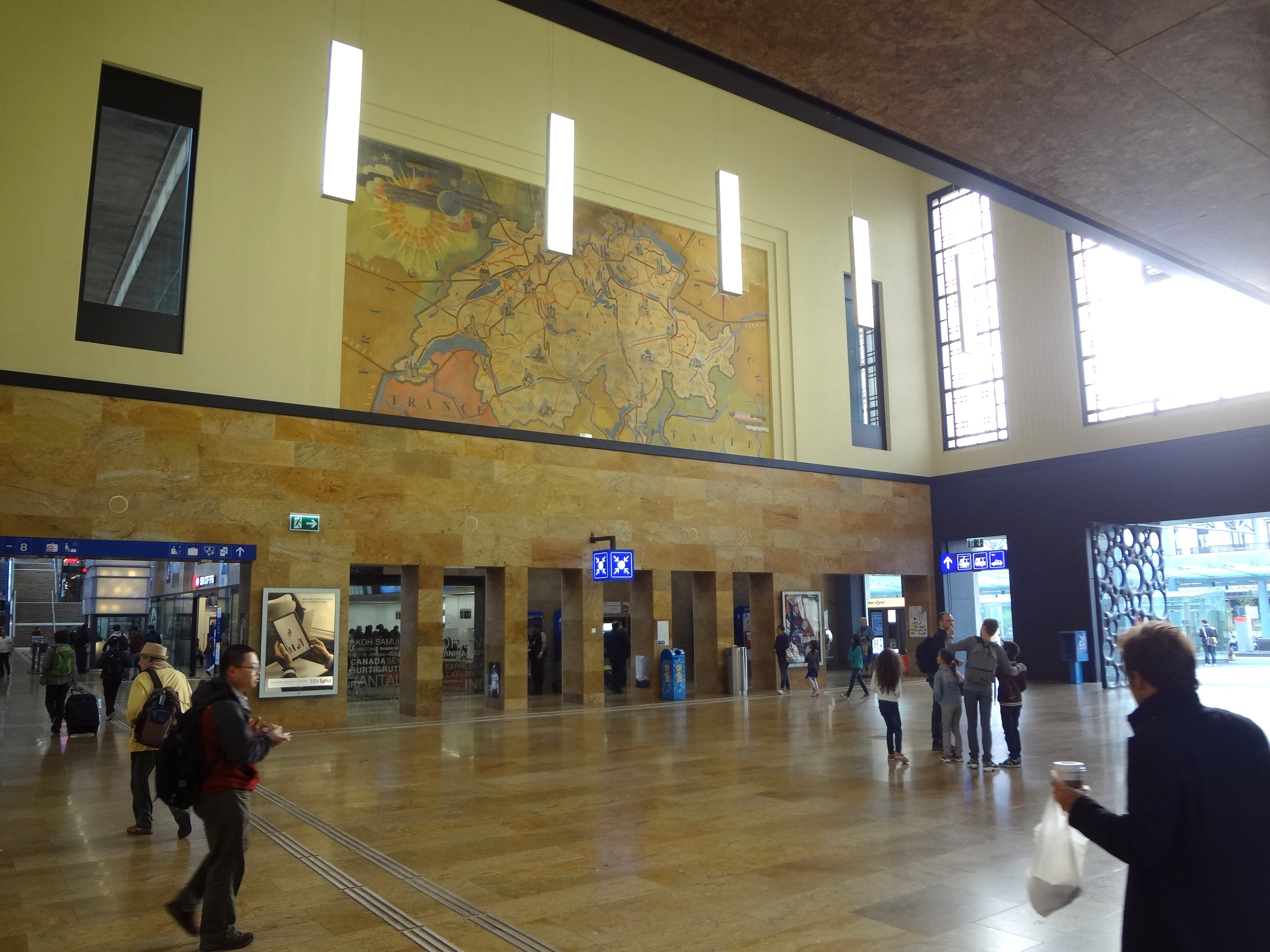
Grand hall historique, côté nord.
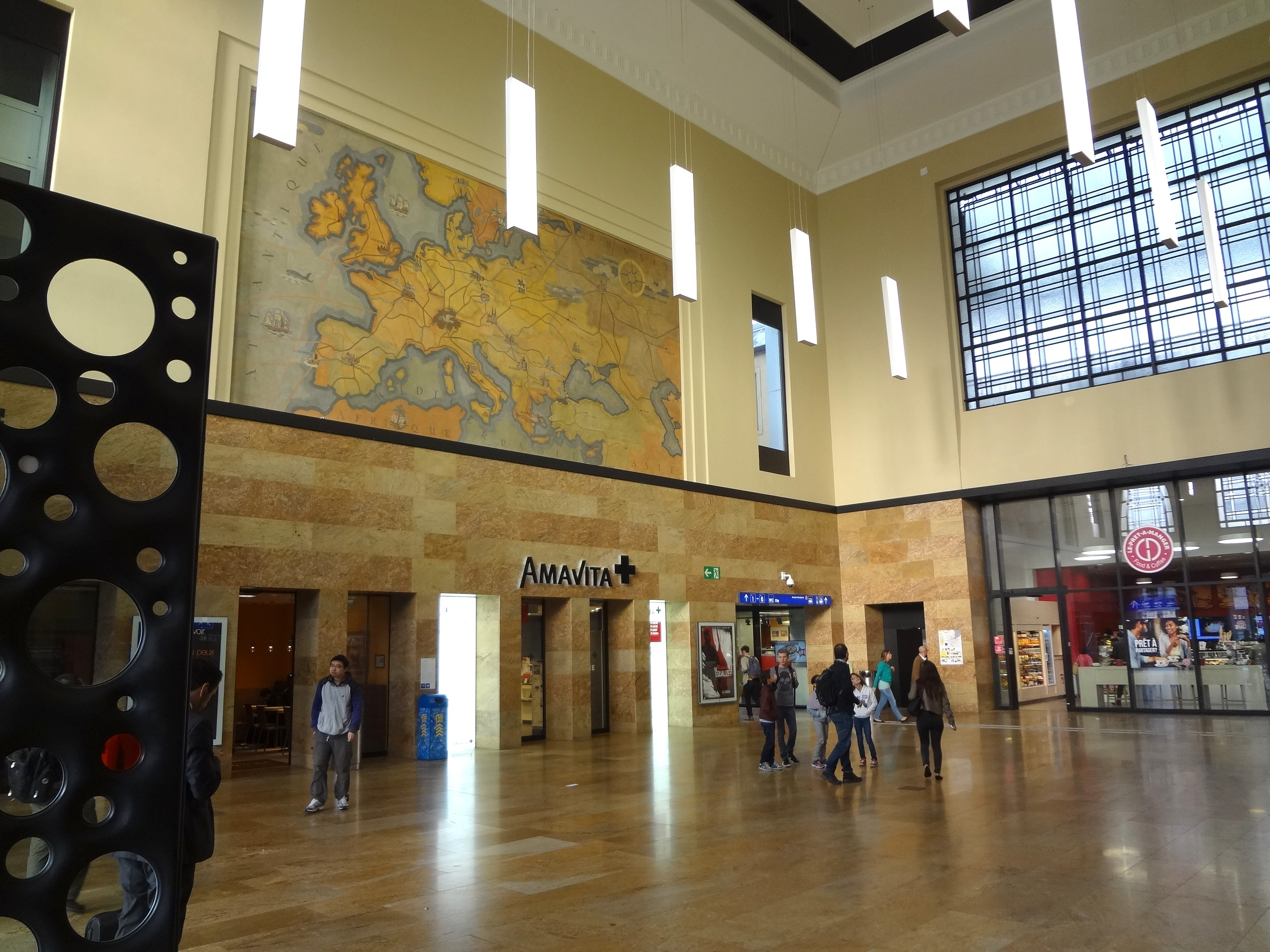
Grand hall historique, côté sud.
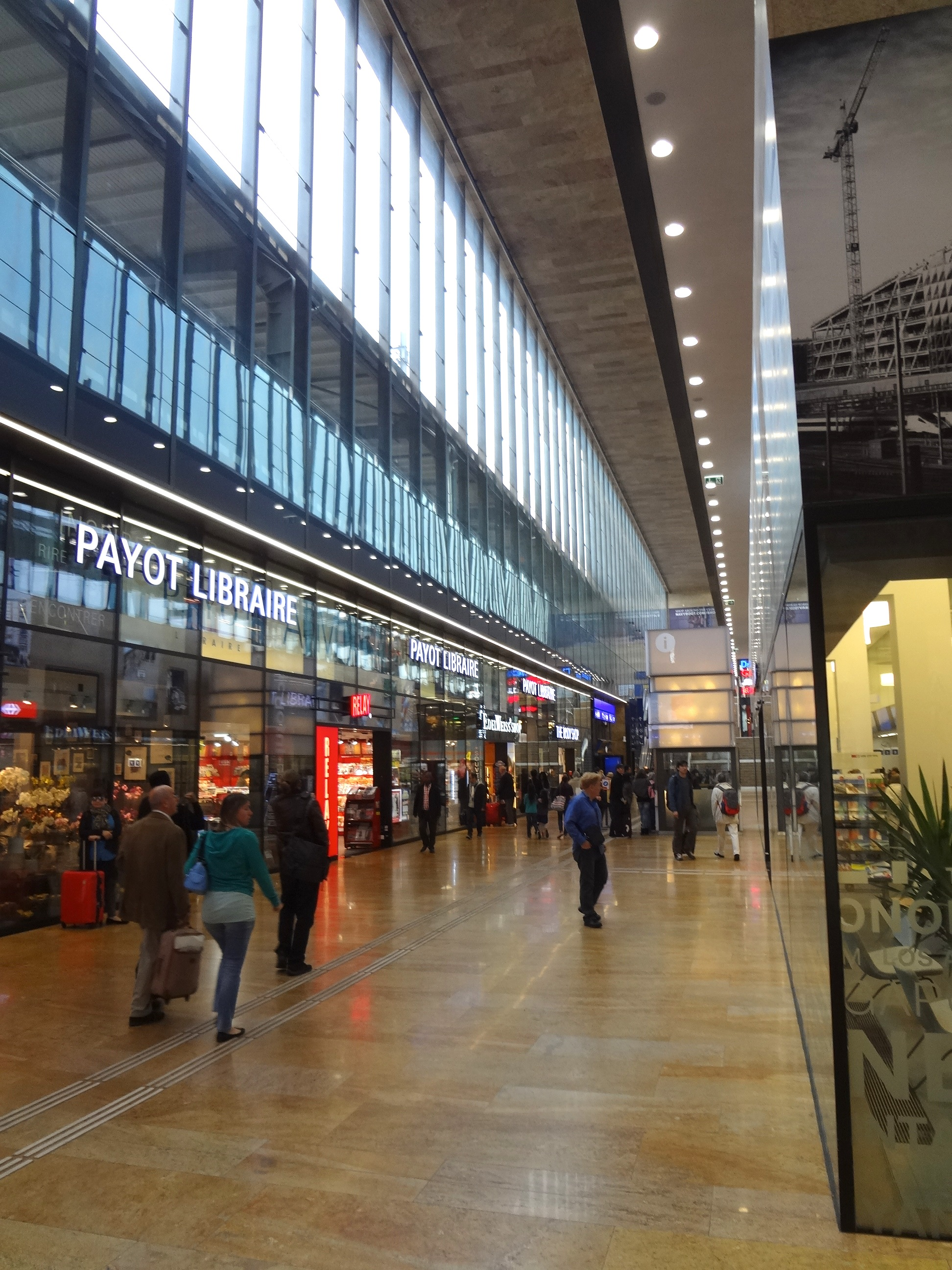
Nouveau grand hall.
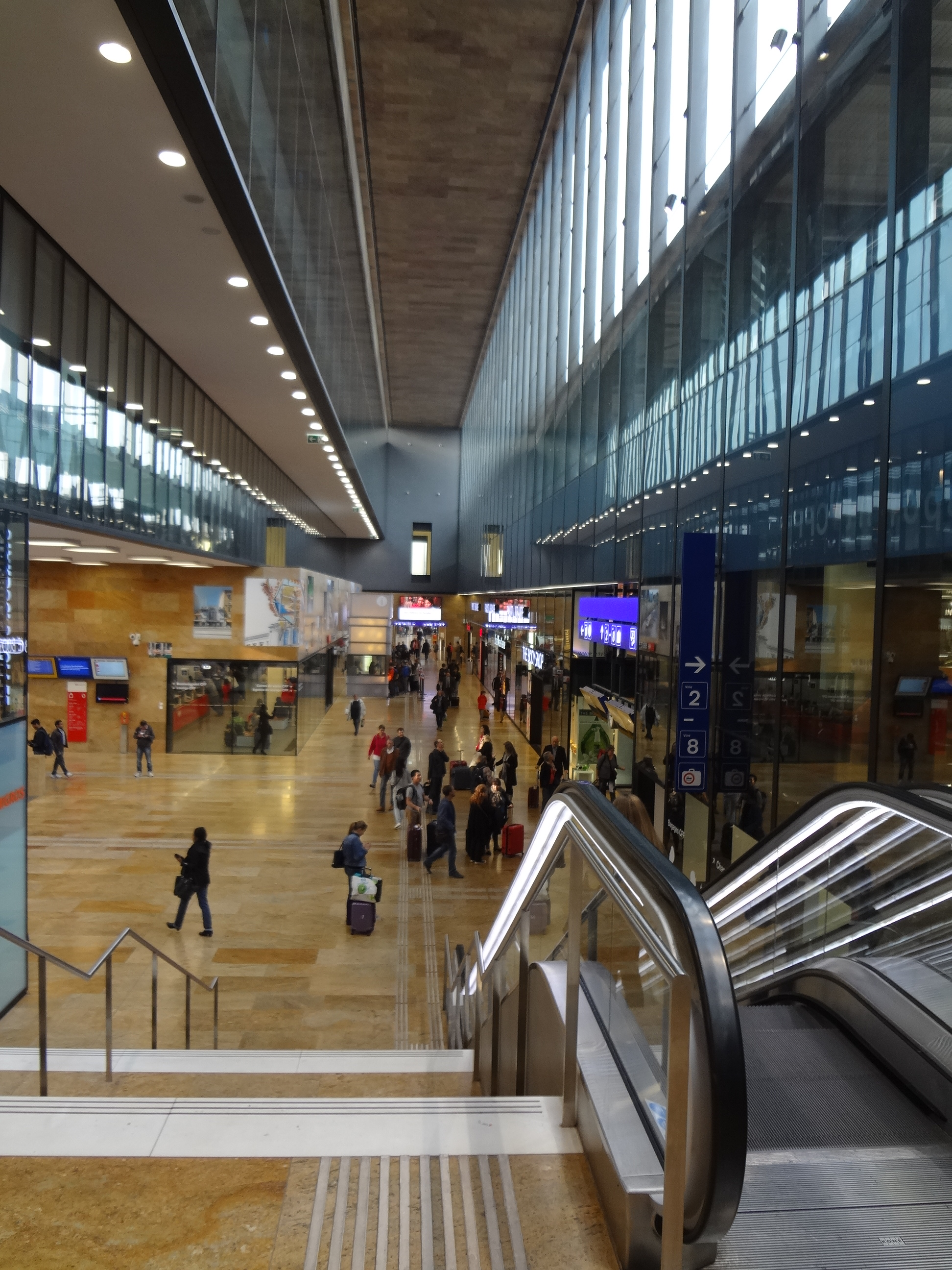
Nouveau grand hall.

### Historique des dessertes
En juin 1953, la relation estivale Grenoble - Digne est amorcée à Genève avec des autorails Decauville des séries ZZP 1 à 9 (renumérotés dans la série X 52000 en 1962) et XDC 2001 à 2010 (renumérotés dans la série X 52100 en 1962) de la SNCF permettant aux Genevois de découvrir la ligne des Alpes. Le 30 juin 1954 est mise en service la première relation directe GB/BG Genève - gare de Bordeaux-Saint-Jean via Lyon et Clermont-Ferrand, et retour assurée par une des nouvelles rames à grands parcours (RGP) de la série X 2700 de la SNCF. Cette relation circule pour la dernière fois avec le même matériel le 17 décembre 1970[réf. nécessaire].
Il existait à la même époque un BG, pour Bordeaux Genève,qui passait par Limoges et Lyon, lui aussi en rames grand parcours. Celles-ci ont ensuite été remplacées par les rames RTG, à turbine à gaz, qui préfiguraient les futurs TGV, mais qui ont finalement été abandonnées au profit des rames électriques.
Le 2 juin 1957 est créé le réseau Trans-Europ-Express (TEE) avec des trains de luxe, en première classe et supplément, permettant à la gare de Genève-Cornavin de devenir l'origine et le terminus de plusieurs TEE avec le « Lemano » Genève - Milan via Lausanne et Brigue (dès le 1er juin 1958), le « Catalan Talgo » Genève - Barcelone via Grenoble, Avignon et Montpellier (dès le 1er juin 1969), le TEE « Rheingold » Bâle - Amsterdam-CS/Hoek van Holland (amorcé à Genève via Berne dès le 26 septembre 1971 et à nouveau limité au départ de Berne le 31 mai 1980). Les TEE « Lemano » et « Catalan Talgo » ont circulé pour la dernière fois le 22 mai 1982 pour être remplacés dès le lendemain par des intercités comportant les deux classes. À noter également la circulation d'un train quotidien de luxe (non-TEE mais en 1re classe avec supplément) dénommé GM/MG « Le Rhodanien » reliant Genève et Marseille via Grenoble et Avignon du 31 mai 1964 au 22 mai 1971, lui aussi remplacé par un intercités comportant les deux classes[réf. nécessaire].

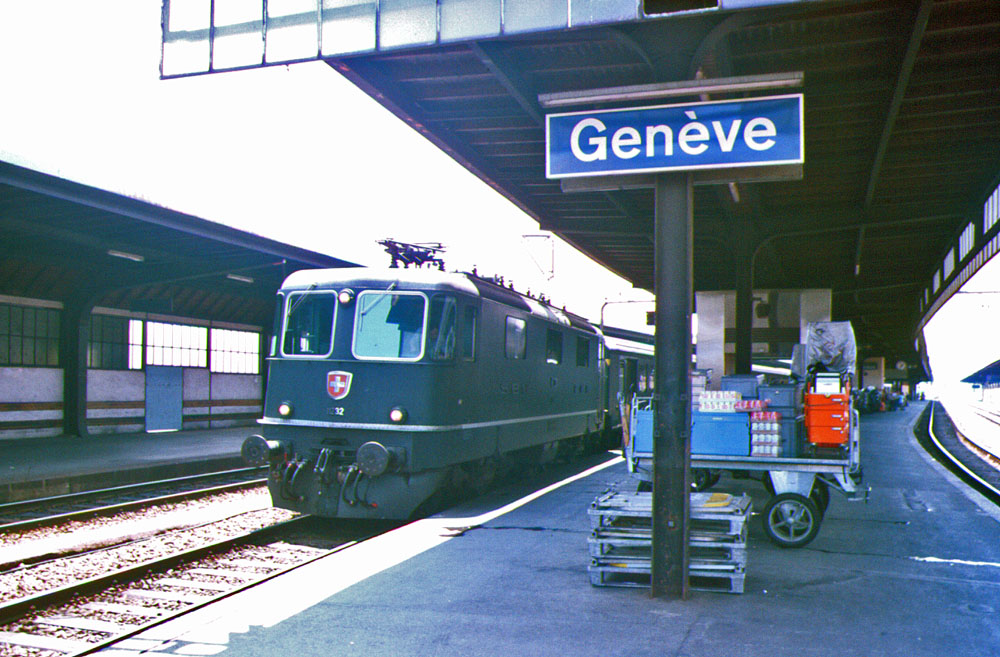
Une Re 420, en 1985.

Depuis 1981, des trains à grande vitesse (TGV) relient directement Genève à Paris via Bourg-en-Bresse. En 2002, on comptait quatre allers-retours, pour arriver en 2008 à six ou sept (selon les jours). Le 25 novembre 1994 a lieu la première circulation d'un TGV direct quotidien Genève - Montpellier via Lyon[réf. nécessaire]. En décembre 2005, création d'un TGV Genève - Marseille via Avignon TGV.
En 2009, la région Rhône-Alpes a mis en service un nouveau matériel augmentant le confort des voyageurs de la ligne du Sillon Alpin Genève - Chambéry - Grenoble-Universités-Gières - Grenoble - Valence TGV - Valence-Ville. De leur côté, les CFF ont commencé en 2009 à mettre en service des rames FLIRT sur la ligne Genève - La Plaine, d'abord des RABe 524 puis des RABe 522 en 2014 avec le retrait des Bem 550.
Lors du changement d'horaire de décembre 2019, le réseau Léman Express a été mis entièrement en service, offrant aux voyageurs un train tous les quarts d'heure entre Annemasse et Coppet ainsi que des prolongements en direction de la Haute-Savoie en France. En outre, les CFF ont mis en place une liaison ferroviaire directe entre Genève et la gare du Châble baptisée « Verbier Express ». Cette liaison circule à hauteur d'un aller-retour par jour les weeks-ends et certains jours fériés en hiver. À l'aller, le train pour le Châble est couplé de Genève-Aéroport à Martigny à un train assurant un service InterRegio 90 en direction de Brigue. Au retour, le train circule entre Saint-Maurice et Annemasse à l'horaire du train RegioExpress qui circule classiquement dans ce même sillon horaire,,. À partir de l'horaire 2023, le train « Verbier Express » du soir, comme un RegioExpress sur deux le week-end, est détourné vers la gare de Genève-Aéroport et ne dessert plus Annemasse,.

## Service des voyageurs

### Accueil
La gare est située aux limites des quartiers de Saint-Gervais, des Grottes et des Pâquis. La place homonyme située à l'avant du bâtiment principal est un carrefour important des Transports publics genevois (TPG) où se croisent tramways, bus, taxis et vélos, parfois de manière un peu chaotique. Une des trois agences commerciales des TPG se situe dans la gare. Un second accès existe depuis la place de Montbrillant, côté ouest.
Une douane Suisse-France se situe à l'entrée des quais numéros 7 et 8 (secteur français). À proximité, des automates pour l’achat de titres de transport TER en euros sont disponibles.
Un parking public, géré par la Fondation des Parkings, se trouve sous la place.
Plusieurs commerces et restaurants sont disposés dans la gare, ainsi que des cabinets médicaux : Coop, Migros, Starbucks, Burger King, etc. Une agence des Transports publics genevois y est implantée, tout comme un guichet des CFF et des automates pour l'achats de titres de transport CFF.

### Desserte

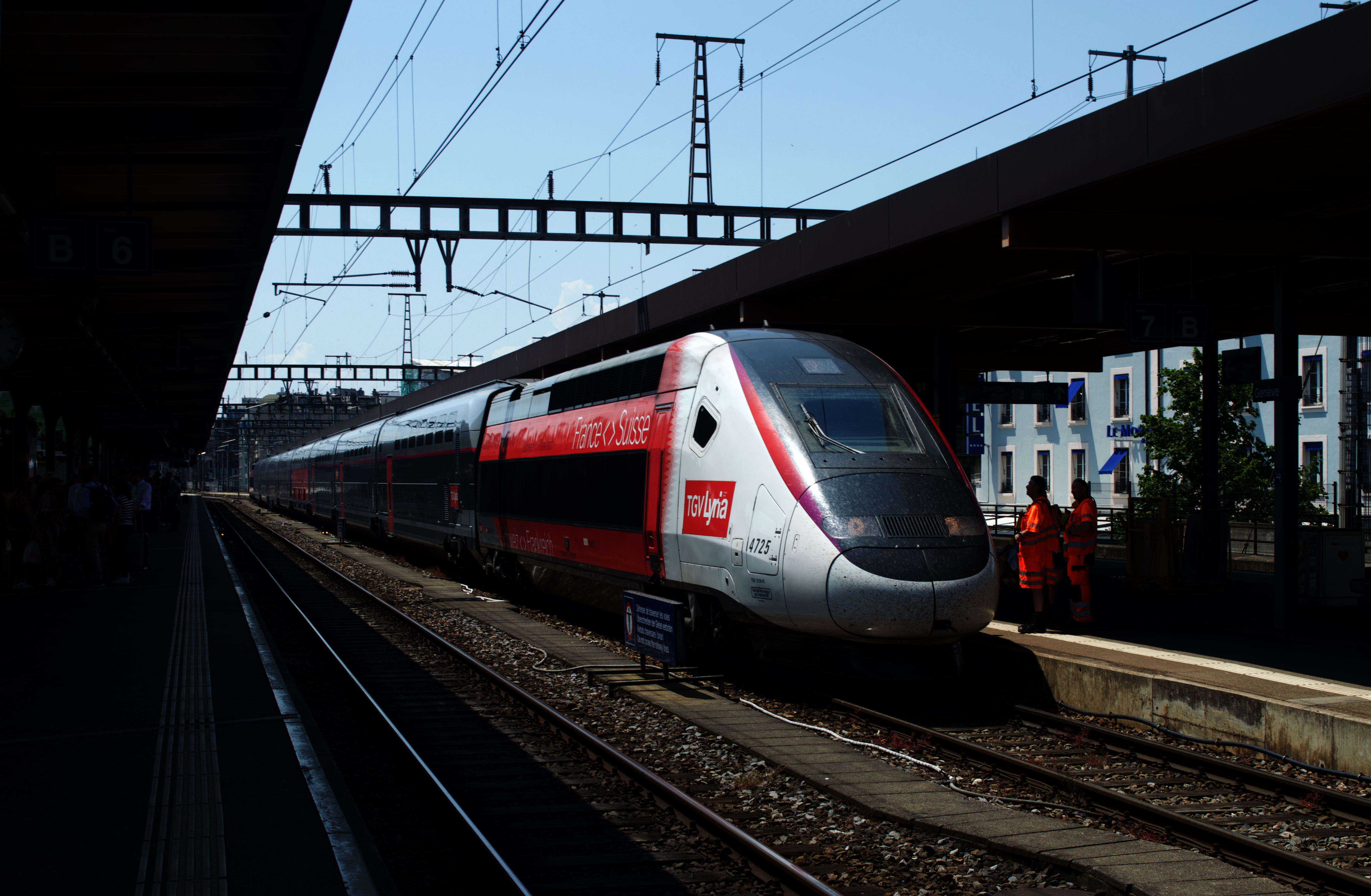
TGV Lyria en provenance de Paris stationnant à la voie no 7, réservée avec la voie no 8 aux convois français.

Côté Suisse, cette gare voit le passage des trains InterCity (IC) à destination de Lausanne - Berne - Zürich HB - Saint-Gall et Neuchâtel - Bienne - Zürich HB et des InterRegio (IR) à destination de Montreux - Sion - Brigue et Lausanne - Berne - Lucerne. Elle voit le départ de trains EuroCity (EC) pour l'Italie (Milan-Centrale et Venise-Santa-Lucia via le tunnel du Simplon.
La gare est le cœur du réseau Léman Express, qui permet de rejoindre Coppet, La Plaine, Bellegarde, ainsi qu'Évian-les-Bains, Annecy et Saint-Gervais-les-Bains, via Annemasse.
Le quai France, avec les voies 7 et 8, voit le départ des TGV pour Marseille et Bellegarde - Bourg-en-Bresse - Paris-Gare-de-Lyon et des TER pour Bellegarde - Culoz - Ambérieu-en-Bugey - Lyon-Part-Dieu - Lyon-Perrache et Bellegarde - Aix-les-Bains-Le Revard - Chambéry - Challes-les-Eaux - Grenoble - Saint-Marcellin - Romans - Bourg-de-Péage - Valence TGV - Valence-Ville.

### Intermodalité
La gare de Cornavin est aussi un nœud important pour les Transports publics genevois puisque trois des cinq lignes du tramway de Genève y transitent (14, 15 et 18), ainsi que quatre des six lignes de trolleybus (3, 6, 10 et 19). Enfin, la gare voit transiter les lignes de bus 1, 5, 8, 9, 20 et 25 et est le terminus des lignes régionales et transfrontalières 60, 61, E+ et G+.
Les arrêts ne sont pas tous situés au même endroit, y compris pour les tramways, parfois à plusieurs centaines de mètres :
- Place de Cornavin (face à la gare) : Lignes 1, 3, 15, 25, E+, G+, lignes 5, 8 et 20 en direction du sud et Aérobus A2 ;
- Passage de Montbrillant (sous les voies) : Lignes 14 et 18 ;
- Rue de la Servette (au sud de la gare) : Lignes 6, 9, 10 et 19 ;
- Place de Montbrillant : Lignes 5, 8 et 20 en direction du nord et lignes 60 et 61.

L'arrêt Genève, Chantepoulet, sur la rue du même nom, est aussi considéré comme un arrêt de correspondance par les TPG.
La gare routière de Genève-Dorcière est située non loin de là, à 500 m, sur la place Dorcière à côté du square du Mont-Blanc. Elle est le point de départ des lignes internationales BlaBlaCar Bus et FlixBus.

Arrêts des transports en commun et gare routière
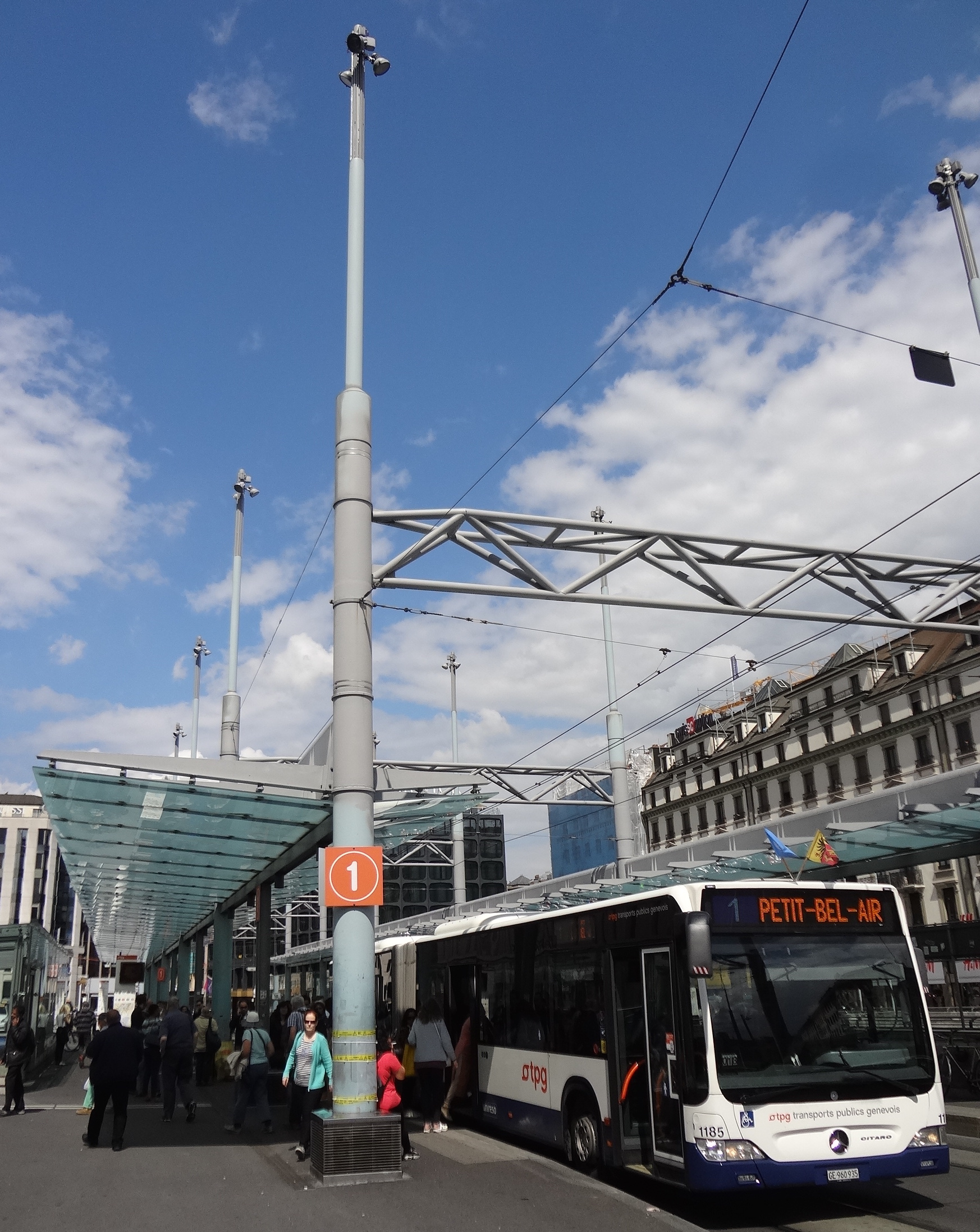
Place de Cornavin
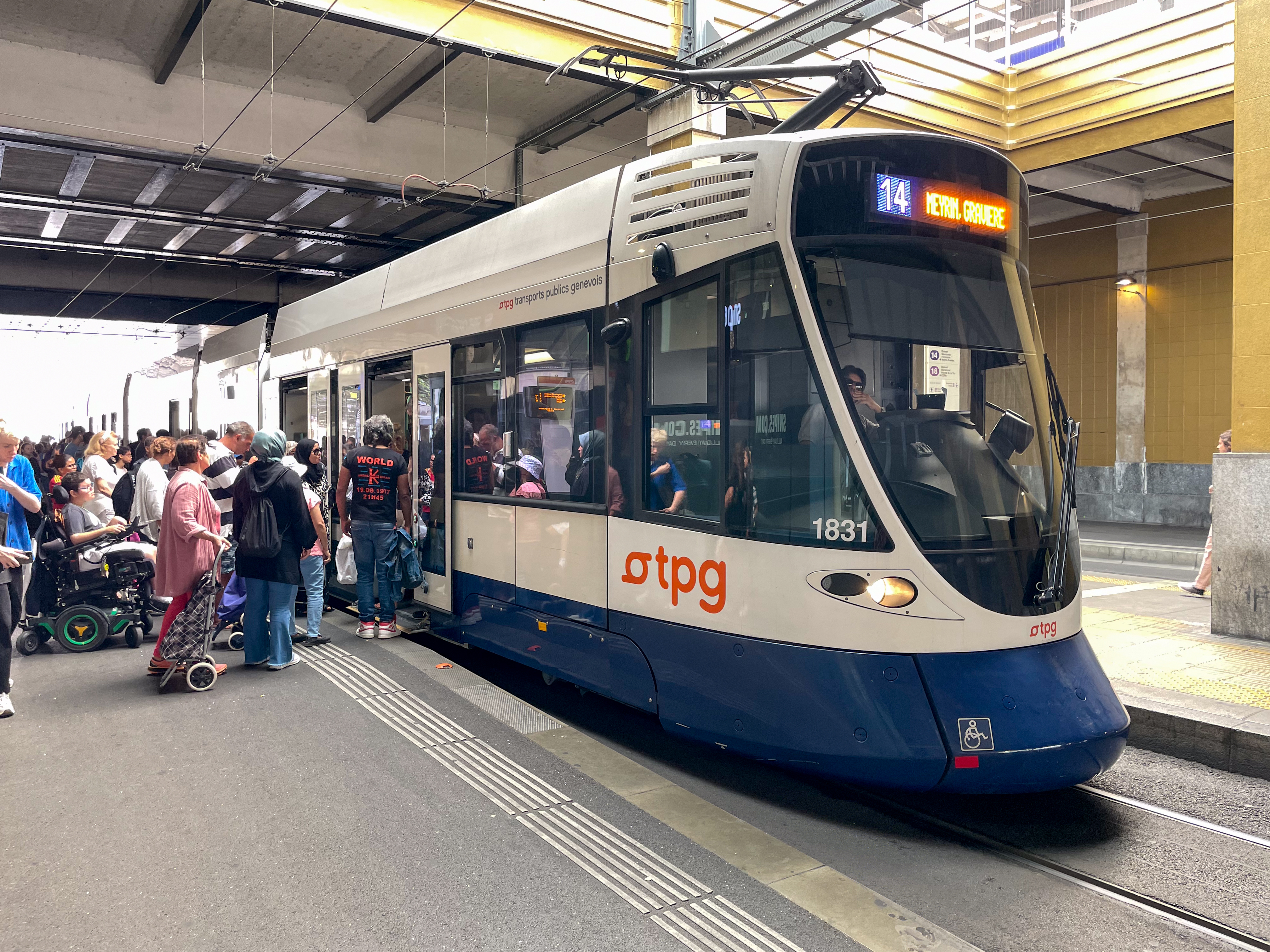
Passage de Montbrillant
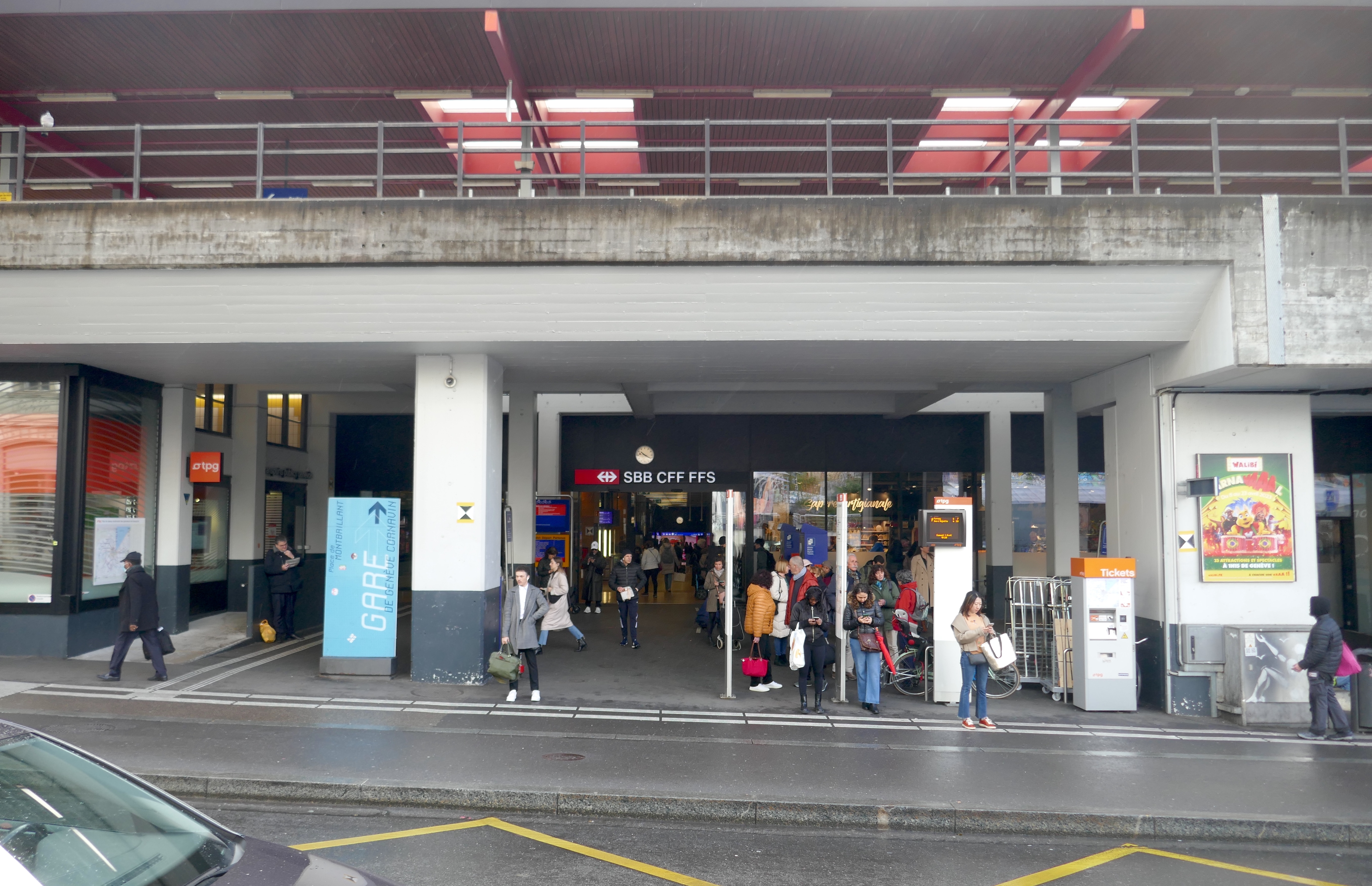
Place de Montbrillant
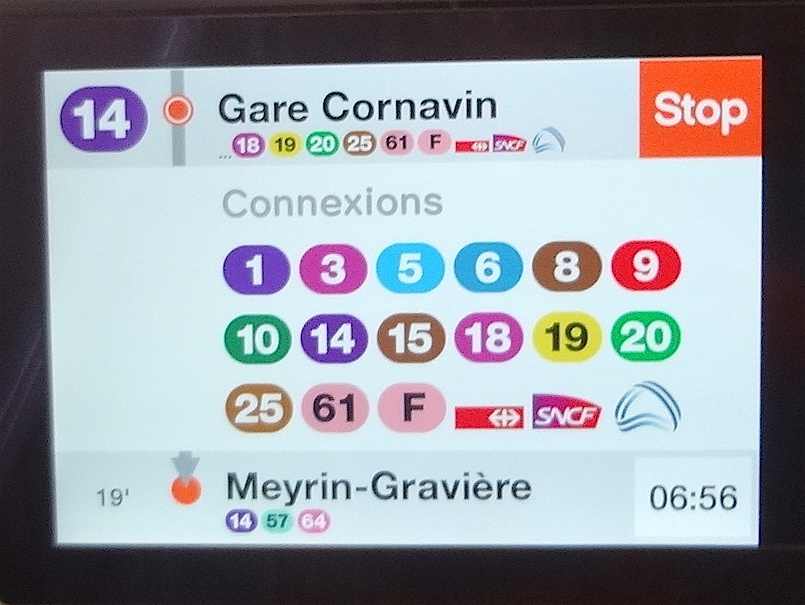
Correspondances
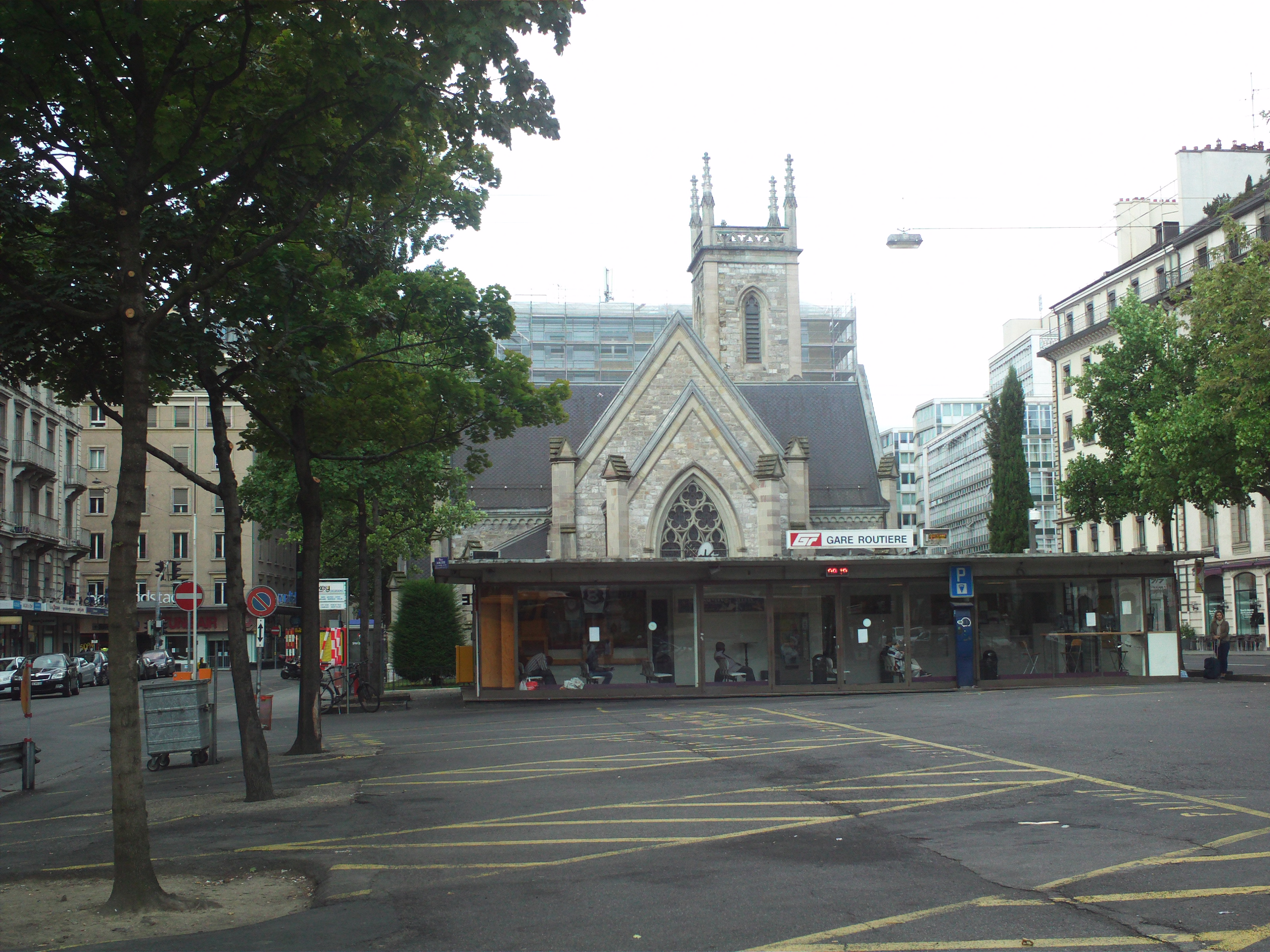
Gare routière à 400 mètres

## Infrastructures

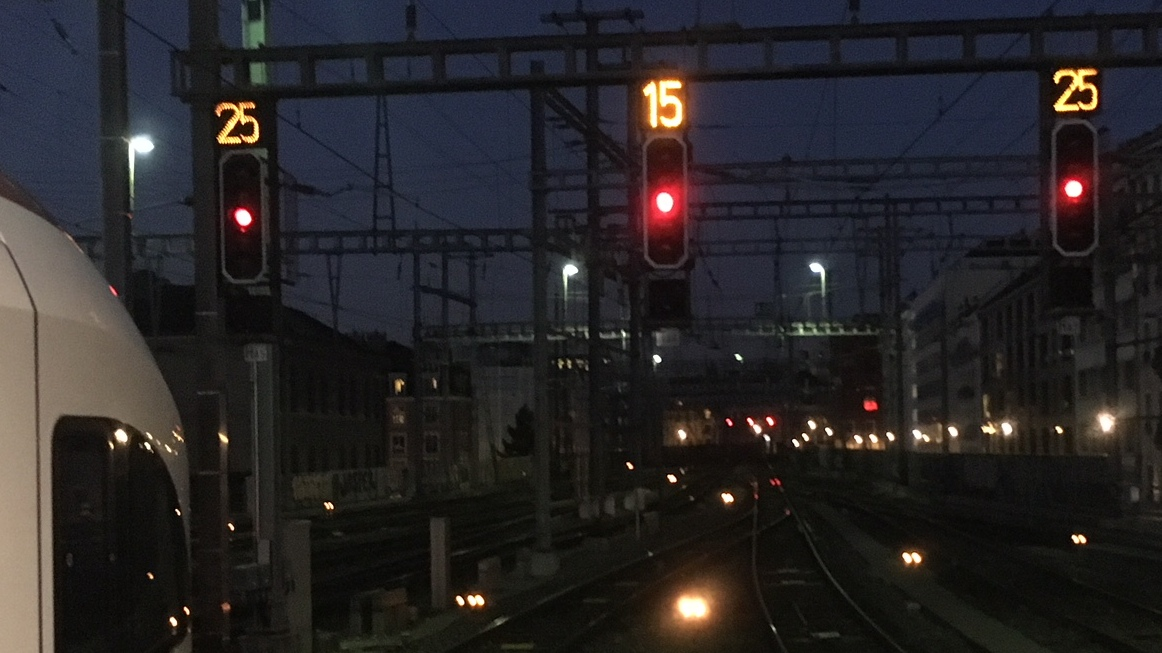
Indication des voltages des caténaires en gare de Genève, voies 5, 6 et 7.

La ligne Lausanne – Genève est électrifiée par les chemins de fer fédéraux suisses (CFF) le 1er février 1925, en 15 kV AC 16,7 Hz (tension utilisée en Suisse). La ligne Genève – La Plaine est elle électrifiée en 1956 avec du courant continu 1,5 kV, en 2014 elle passe au courant alternatif 25 kV (tension utilisée sur la plus grande partie du réseau en France).
Un réseau ferroviaire s’étendant en Suisse et en France est créé avec le Léman Express en 2011-2019. Une nouvelle ligne directe Genève-Cornavin – Annemasse est électrifiée intégralement en 2 × 15 kV, à une fréquence de 16,67 Hz. Deux voies sont équipées en gare d'Annemasse d'une section de séparation, entre le 15 kV suisse, et le 25 kV à 50 Hz français. Le matériel roulant est réparti entre les CFF (FLIRT de Stadler Rail, version RABe 522 bi-courant 15 kV et 25 kV) répondant aux normes françaises, et la SNCF (Z 31500 spécifique au Léman Express de Régiolis d’Alstom tricourant 1,5 kV CC, 15 kV et 25 kV). Les liaisons RegioExpress entre Annemasse, Lausanne, St-Maurice ou Vevey sont assurées par des rames RABe 511 monocourant 15 kV de Stadler.

## Projet

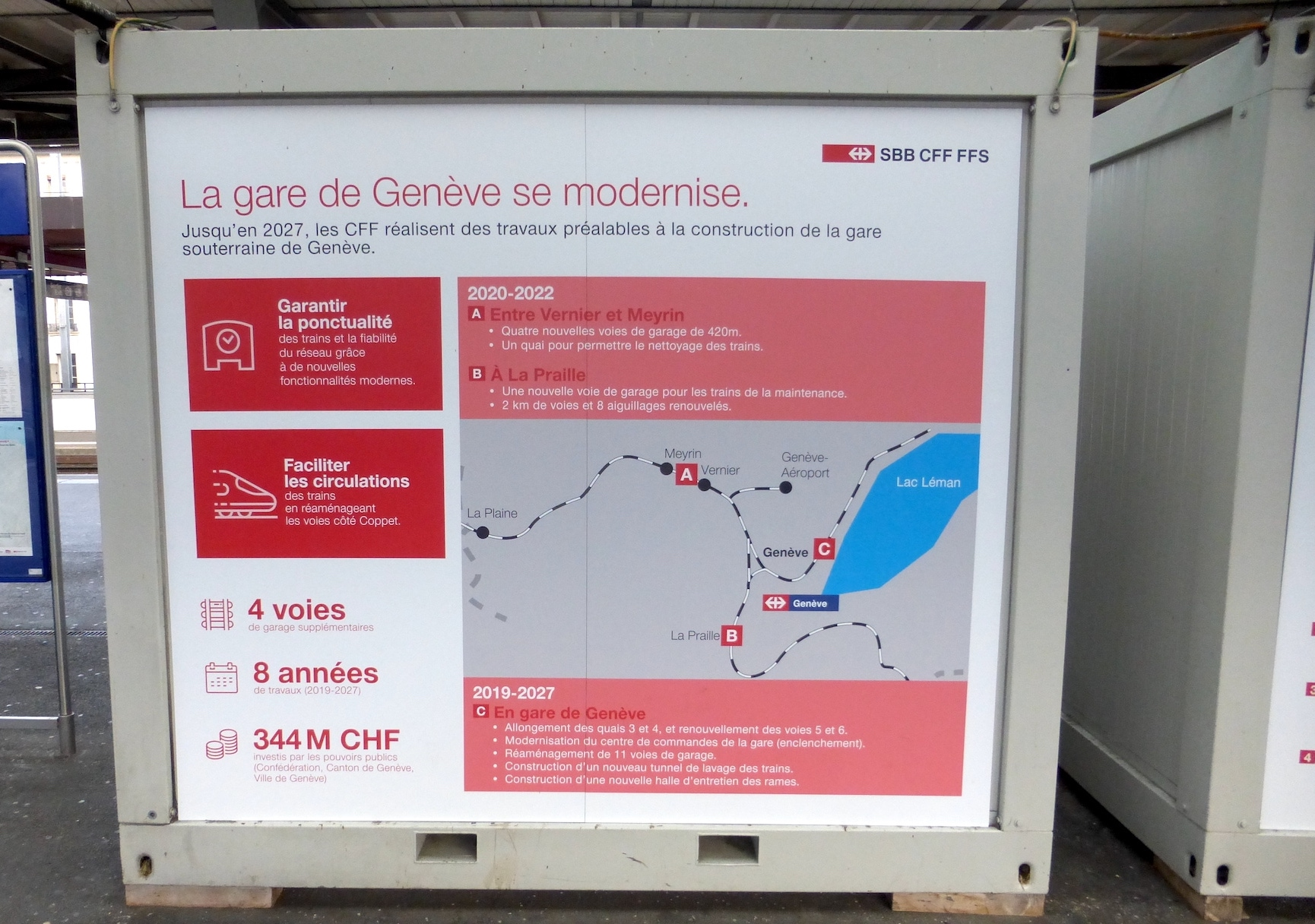
Présentation des impacts (2025).

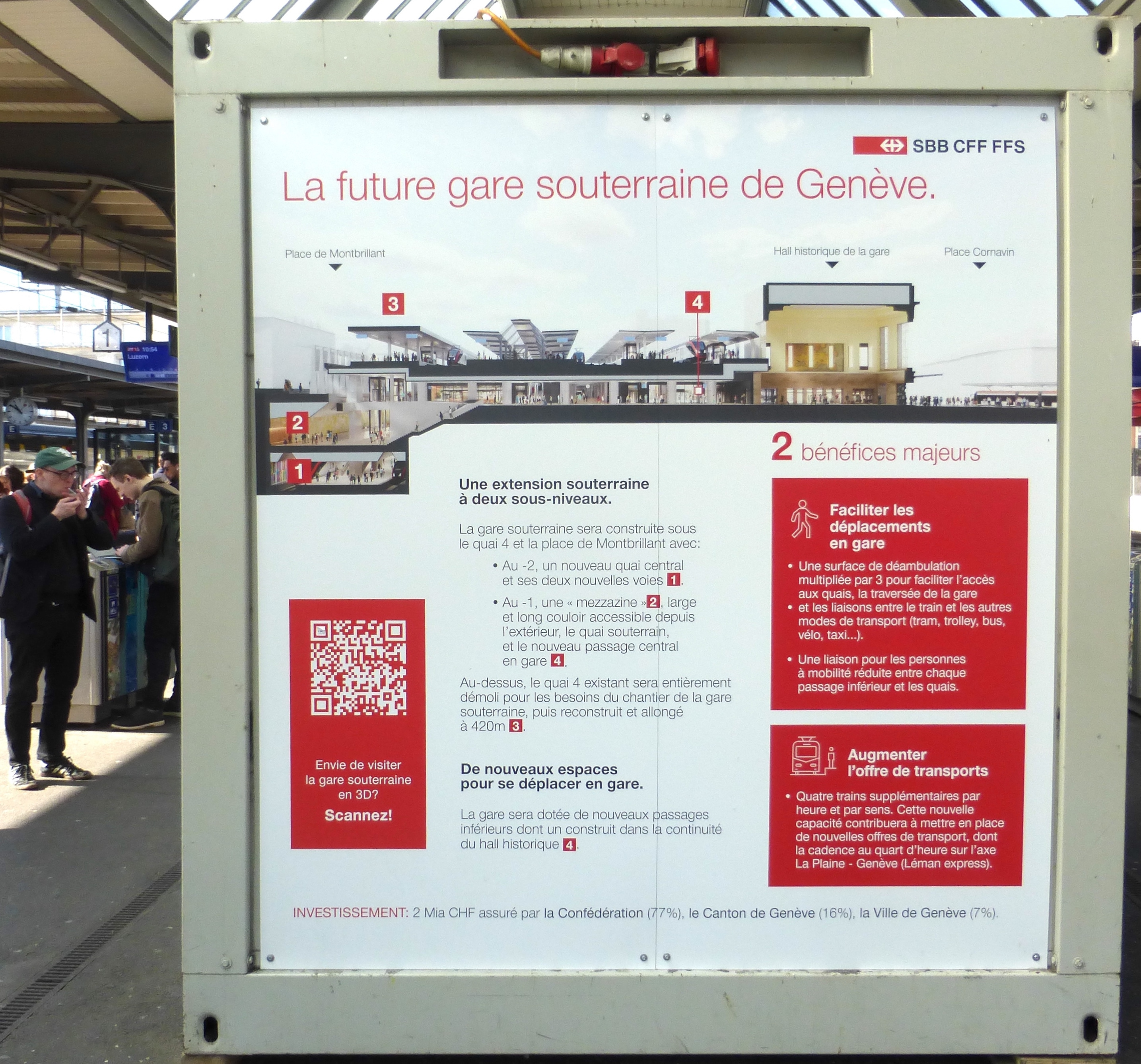
Nouveau quai en sous-sol.

La gare sera agrandie d'ici 2034 dans le cadre du projet Léman 2030 avec la création d'un nouveau quai souterrain destinés aux trains assurant les liaisons entre Genève-Aéroport et Lausanne.
Ce projet était devisé à 1,652 milliard de francs en 2016. Le projet initial des CFF visait une extension en surface pour un coût de 800 millions de francs, mais cela aurait nécessité de raser le bas du quartier des Grottes, provoquant l'opposition massive de la population. Un projet alternatif de gare souterraine a finalement été choisi par le Conseil d'État en 2015, suivant le vote de 2013 sur l'initiative cantonale « Collectif 500 » ayant reçu 16 300 signatures. Le projet souterrain économise la construction d’un saut-de-mouton, qui aurait été indispensable à moyen terme.
Un « Plan directeur de quartier » est adopté en 2021, qui lie le canton et la Ville de Genève. Le point central est la déviation du trafic motorisé qui évitera le secteur de la gare, libérant la place Cornavin. Les taxis et une vélostation sont prévus en sous-sol. On prend acte du retard pris dans le début des travaux, fixé désormais à 2024. 
Un accord sur le financement est trouvé en février 2022. Le projet concerne alors la construction immédiate d’un tunnel bidirectionnel, il est devisé à 1,829 milliard de francs, dont 1,386 milliard pour la Confédération, 319 millions pour le canton et 124 millions pour la ville (aménagements annexes). Les travaux s’étendront sur une distance de 5,5 km, du Jardin botanique à Vernier, ils devraient débuter en 2026 pour une mise en service en 2034.

## Filmographie
- [vidéo] Temps Présent : au cœur de Cornavin, 1996, 31 min. – Chronique du quotidien : cheminots, douaniers, policiers, voyageurs et clochards